# 馬原
馬 原（ば げん、1953年 - ）は、中華人民共和国の小説家。代表作に小説『上下都很平坦』『牛鬼蛇神』。

## 略歴
1953年、遼寧省錦県で生まれる。1970年から錦県の山岳地帯にある農村に下放され労働に従事。1974年に瀋陽鉄路運輸機械学校機械製造専業に入学した。1976年卒業後、阜新に労働者になった。1978年に遼寧大学中文系に入学した。1982年に遼寧大学中文系を卒業後、同年に西藏電視台に入社し、記者部に配属された。1989年以後は瀋陽市文学院に配属され、働いている。2000年に同済大学に中国語学部の教授に転入した。

## 作品

### 短篇小説
- 『拉薩河女神』
- 『疊紙鷂的三種方法』
- 『拉薩生活的三種時間』
- 『喜馬拉雅古歌』
- 『塗滿古怪圖案的墻壁』

### 中篇小説
- 『岡底斯的誘惑』
- 『虚構』
- 『遊神』
- 『舊死』

### 長篇小説
- 『上下都很平坦』、北嶽文芸出版社、2001年、ISBN 9787537822282。
- 『牛鬼蛇神』、上海文芸出版社、2012年、ISBN 9787532135059。

### 論文集
- 『細讀經典』、復旦大学出版社、2007年、ISBN 9787309055191。
- 『電影密碼』、作家出版社、2009年、ISBN 9787506347884。
- 『小説密碼』、作家出版社、2009年、ISBN 9787506347891。
- 『中国作家夢：馬原與110位作家的對話』、華東師範大学出版社、2007年、ISBN 9787561756454。

### 戲劇
- 『過了一百年』